# 户县文庙
34°06′39″N 108°36′00″E / 34.11083°N 108.60000°E
户县文庙位于中国陕西省西安市鄠邑区东街，县人民政府西侧，现为户县文化馆使用，1996年被列为第三批陕西省文物保护单位。
户县文庙建于明永乐十二年（1414年），正统、嘉靖、万历、崇祯及清顺治、康熙、雍正、乾隆年间多次修葺。建筑群坐北朝南，占地六千余平方米，原有建筑仅存献殿（戟门）、大成殿、明伦堂和尊经阁。大成殿面阔七间，单檐歇山顶。